# Sumpftarn
Sumpftarn o Sumpfmuster è un camuffamento militare della Germania sviluppato per uniformi e armamenti dalla Wehrmacht dal 1943 e ulteriormente sviluppato per l'uso dal Bundesgrenzschutz (BGS) dal 1952 fino agli anni '80 del XX secolo. In particolare nel gruppo antiterrorismo Grenzschutzgruppe 9 (GSG 9) venne utilizzato come copri elmetto fino agli anni 2000.
Il primo esempio di camuffamento militare tedesco „Splittertarn“ fu creato nel 1931 dalla Reichswehr e impiegato per le tende da campo dell'esercito. Non venne più utilizzato dopo la seconda guerra mondiale. Venne quindi di libero uso per uniformi da lavoro e tempo libero.

## Dal 1952 al 1959

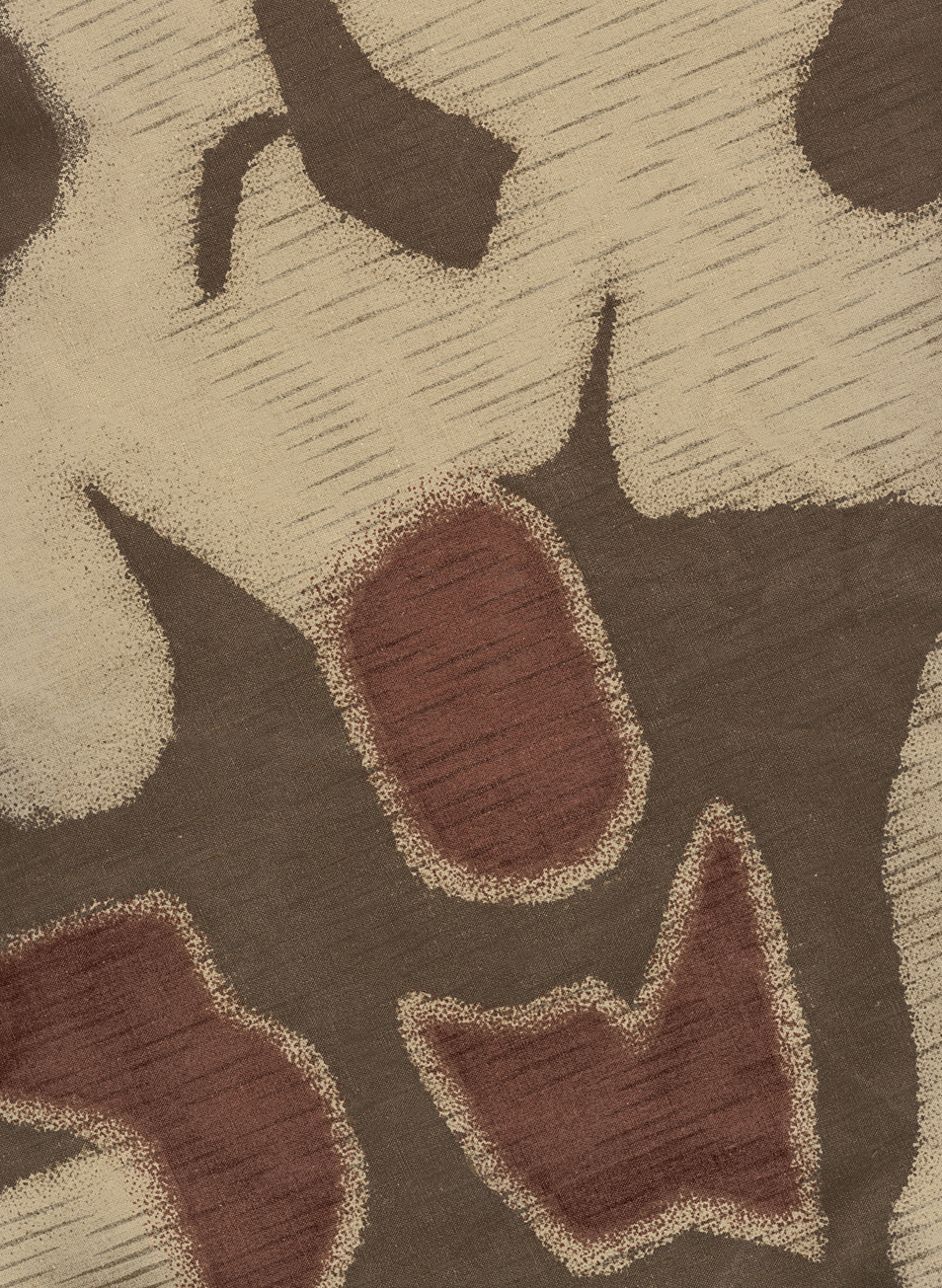
BGS-Sumpftarnmuster I

Nella prima variante le chiazze in beigegrigio in forme irregolari e sfondo grigiobeige. Le chiazze rossomarrone nei punti non sovrapposti alle altre. Sopra il tessuto linee irregolari, stampate per ultimo, a dissolvere le geometrie delle chiazze.
Nel primo esempio BGS-Sumpftarn I si usarono i seguenti colori:
- Sfondo: RAL 1019 Graubeige
- Chiazze rossastre: RAL 8012 Rotbraun
- Chiazze grigio scuro: RAL 7006 Beigegrau
- Linee: RAL 7003 Moosgrau

Nota: I colori RAL menzionati sono per verniciatura. Non rispecchiano il vero colore originale su tessuto.

## Dal 1960 al 1962
Nella seconda variante troviamo il grigio e il rosso, le chiazze che furono marrone-beige divennero tendenti al verde.

## Dal 1963 a oggi

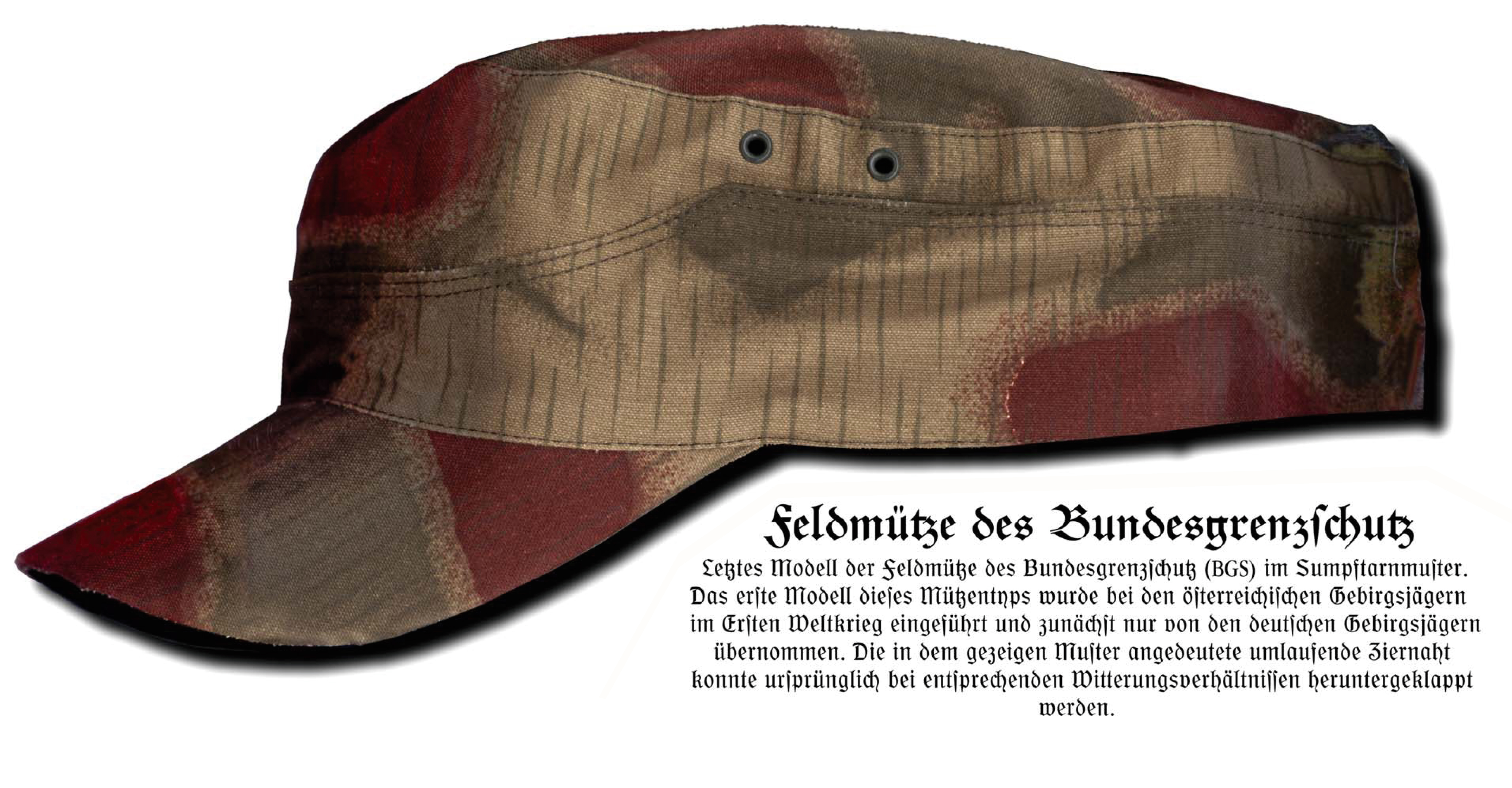
Tenuta da campo del Bundesgrenzschutz (BGS) in Sumpftarn

Nell'ultima versione troviamo impiegato il rossiccio, lo sfondo più chiaro così come le chiazze verdi più chiare.
I seguenti armamenti vennero camuffati dal BGS in Sumpftarn:
- Tende da campo
- Custodia attrezzi da tenda
- Copri elmetto
- Uniforme da campo
- Giacca
- Pantaloni
- Parka

Dal 1976 il camuffamento Sumpftarn del BGS venne su volontà politica, utilizzato dai corpi di Polizia. Solo alcuni elementi presentavano una colorazione tendente al blu. Immagini mostrano elementi del BGS negli anni '80 con uniformi Sumpftarn in esercitazioni presso gli impianti di trattamento a Wackersdorf nell'Oberpfalz.
Solo il gruppo antiterrorismo BGS Grenzschutzgruppe 9 (GSG 9), continuò ad utilizzare il Sumpftarn sull'elmetto fino agli anni 2000.